# Egidijus Purlys
Egidijus Purlys (* 28. September 1981  in Klaipėda) ist ein litauischer Energie-Politiker, ehemaliger Vizeminister.

## Leben
Nach dem Abitur 1999 an der Mittelschule Klaipėda absolvierte Egidijus Purlys 2004 ein Bachelorstudium der Verwaltung und 2008 das Masterstudium der öffentlichen Wirtschaft an der Mykolo Romerio universitetas. 2004–2008 arbeitete er im Rechnungshof Litauens (Valstybės kontrolė) und danach im Energieministerium Litauens. Von 2017 bis 2020 war er Stellvertreter des Energieministers Žygimantas Vaičiūnas  im Kabinett Skvernelis.
Egidijus Purlys ist verheiratet und hat einen Sohn.